# Boloss (chanson)
Pour les articles homonymes, voir Boloss.
Singles de Zaho
Je te promets
(2009) Tourner la page
(2013)
Boloss est une chanson de la chanteuse algéro-canadienne Zaho, extrait de son second album studio, Contagieuse (2012). Il s'agit du premier single de l'album, sorti le 14 septembre 2012.

## Composition et paroles
Boloss est une chanson au style RnB écrite par Zaho et Phil Greiss. Dans la chanson, Zaho parle de l'idéal masculin qu'elle recherche. Elle « dresse le profil de tous les hommes possibles mais aucun ne semble lui convenir ». La chanteuse affirme « qu'elle ne veut pas de « Boloss[Quoi ?] » dans sa « life », mais que de « vrais bonhommes » ». La chanteuse est « à la recherche d'un amour sincère, elle évite les beaux parleurs et les boulets ».

## Promotion
Zaho interprète avec Disiz la chanson lors du Planète Rap sur Skyrock du 26 octobre 2012.

## Accueil

### Accueil critique
Jonathan Hamard de Charts in France commente  que  la chanson « est taillé[e] pour les ondes ».

### Accueil commercial
Le single sort en France le 14 septembre 2012. Le single se classe à la 125e place pour la semaine du 22 septembre 2012. Il descend à la 154e la semaine suivante.

## Classement hebdomadière
| Classement (2012-2013)          | Meilleure position |
| ------------------------------- | ------------------ |
| Belgique (Wallonie Ultratip 50) | 5                  |
| France (SNEP)                   | 63                 |

## Clip vidéo
Dans le clip des hommes à la tête surdimensionné entoure la chanteuse « vêtue de différentes tenues aussi sobres qu'excentriques ».
Pour Joachim Ohnona de PurePeople, le scénario du clip ressemble à celui de Jeune demoiselle de Diam's.

## Liste de titre
| 1. | Boloss | Zaho, Phill Greiss | Phill Greiss | 3:39 |

## Crédits et personnels
- Chant – Zaho
- Réalisation, enregistrement, mixage, arrangements et instrumentation  – Phill Greiss
- Assistant ingénieur et editing – Tom Lapointe
- Production exécutive – Phill Greiss et Zaho

Crédits extraits du livret de l'album Contagieuse, Down Lo productions.